# Levin Goldschmidt

Levin Goldschmidt

Levin Goldschmidt (* 30. Mai 1829 in Danzig; † 16. Juli 1897 in Bad Wilhelmshöhe, heute Kassel) war ein deutscher Jurist und Handelsrechtler.

## Herkunft
Seine Eltern waren der Kaufmann David Goldschmidt und dessen Ehefrau Henriette Laser.

## Leben
Levin Goldschmidt studierte 1847 bis 1851 zuerst Medizin, dann Jurisprudenz in Berlin, Bonn und Heidelberg. In Berlin gehörte er der Landsmannschaft Normannia an. 1851 erwarb er an der Universität Halle die juristische Doktorwürde mit einem Thema über Kommanditgesellschaften (De societate en commandite – Specimen I) und arbeitete dann bei den Danziger Gerichten.
Nachdem er 1855 an der Universität Heidelberg über eine Digestenstelle mit der Arbeit Untersuchungen zur l. 122 § 1 D. de V. O. [45,1] habilitiert worden war, arbeitete er dort zunächst als Privatdozent, wurde 1860 zum außerordentlichen und 1866 zum ordentlichen Professor der Rechte ernannt. Im August 1870 wurde er als Rat in das Bundes-, später Reichsoberhandelsgericht nach Leipzig, 1875 als Professor an den eigens für ihn errichteten ersten Lehrstuhl für Handelsrecht an die Universität Berlin berufen und dort zum Geheimen Justizrat ernannt. Er war Doktorvater des späteren Nationalökonomen und Soziologen Max Weber.

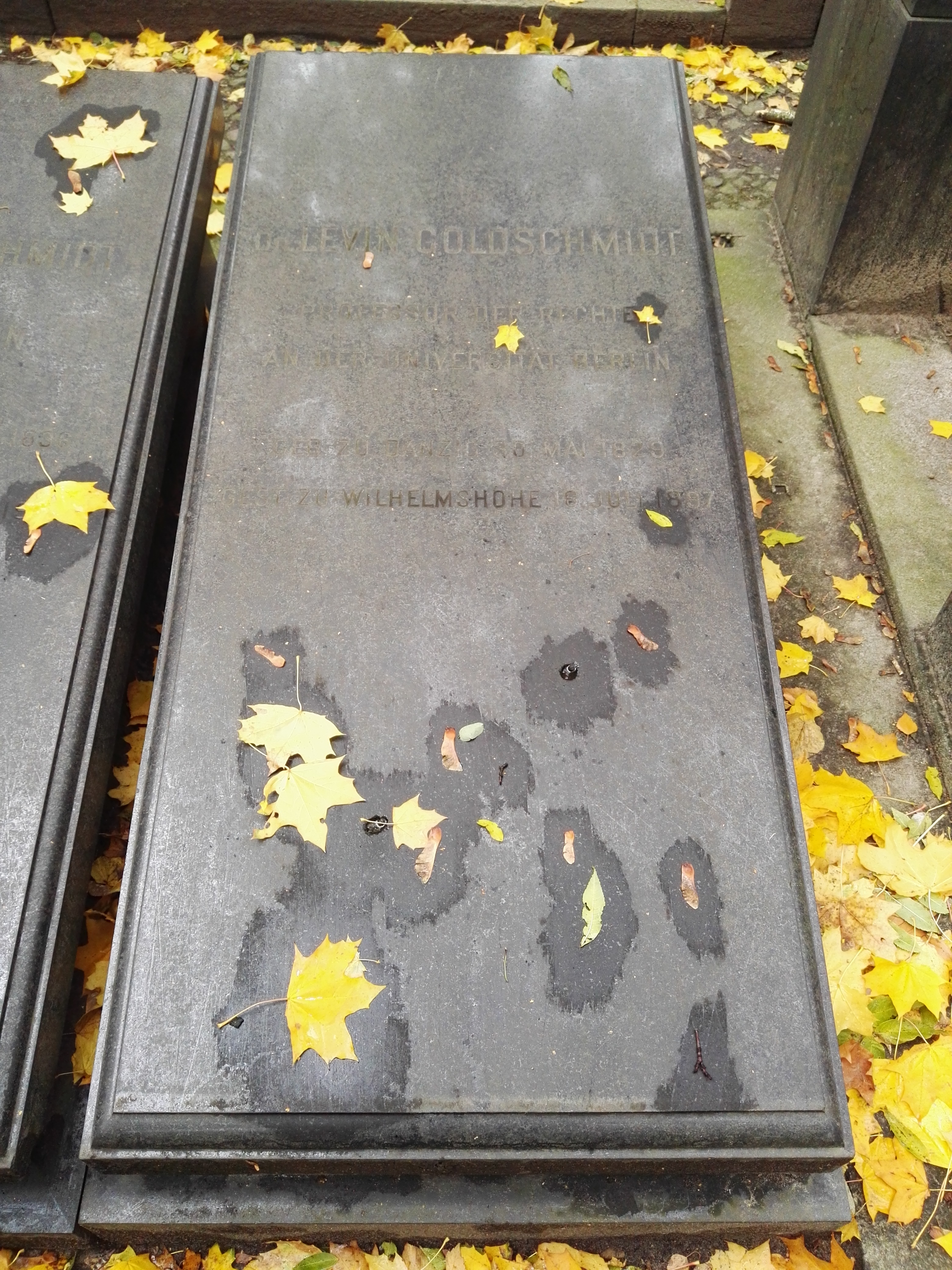
Grabstätte

Levin Goldschmidt starb 1897 im Alter von 68 Jahren in Bad Wilhelmshöhe. Beigesetzt wurde er auf dem Jüdischen Friedhof Schönhauser Allee in Berlin. Das Grab ist erhalten.

## Familie
Goldschmidt heiratete 1856 Adele Herrmann. Deren Tochter Susanne (1871–1944) heiratete Werner von Bolton.

## Politische Betätigung
Goldschmidt betätigte sich auch auf politischer Ebene. Als glühender Anhänger der Einigung Deutschlands durch Bismarck, unter Ausschluss Österreichs, wurde er 1875 in den Reichstag gewählt, wo er als Mitglied der Nationalliberalen Partei zweiter Vorsitzender der Kommission für die Konkursordnung war.

## Leistungen
Durch Begründung der Zeitschrift für das gesamte Handelsrecht (1858) wie durch sein in großem Maßstab angelegtes, aber unvollendet gebliebenes, Handbuch des Handelsrechts (Erlangen 1864–1868, Band 1; 2. Auflage 1874–1883) erwarb er sich um die universale Behandlung des Handelsrechts große Verdienste. Er versuchte handelsrechtliche Institute anhand historischer Untersuchungen aus dem mittelalterlichen Handelsverkehr, insbesondere den Geschäften italienischer Kaufleute, zu beweisen.
Das von Levin Goldschmidt vertretene objektive System, das den Kaufmann objektiv anhand gesetzlich normierter Handelsgeschäfte bestimmte, setzte sich als Grundlage des Allgemeinen Deutschen Handelsgesetzbuchs (ADHGB) durch. In diesem Gesetzeswerk sah er das „gründlichste und beste unter den vorhandenen Europäischen Handelsgesetzbüchern“.
Goldschmidt wurde 1873 aufgrund seiner herausragenden juristischen Fähigkeit in die Vorkommission zur Erarbeitung eines einheitlichen Zivilgesetzbuches für Deutschland, dem Bürgerlichen Gesetzbuch (BGB), berufen. Die dort getroffene grundlegende Entscheidung, dass Bürgerliches Recht und Handelsrecht in zwei verschiedenen Kodifikationen getrennt blieben, geht auf sein Engagement in der Vorkommission zurück. In die darauffolgenden Kommissionen in den Jahren 1874 und 1890, die sich mit der Formulierung des BGB befassten, wurde Goldschmidt nicht mehr bestellt.
An den Entscheidungen des Bundes- (dann Reichs-) Oberhandelsgerichts (Stuttgart 1870–1880, 25 Bände) hatte er hervorragenden Anteil.

## Werke (Auswahl)

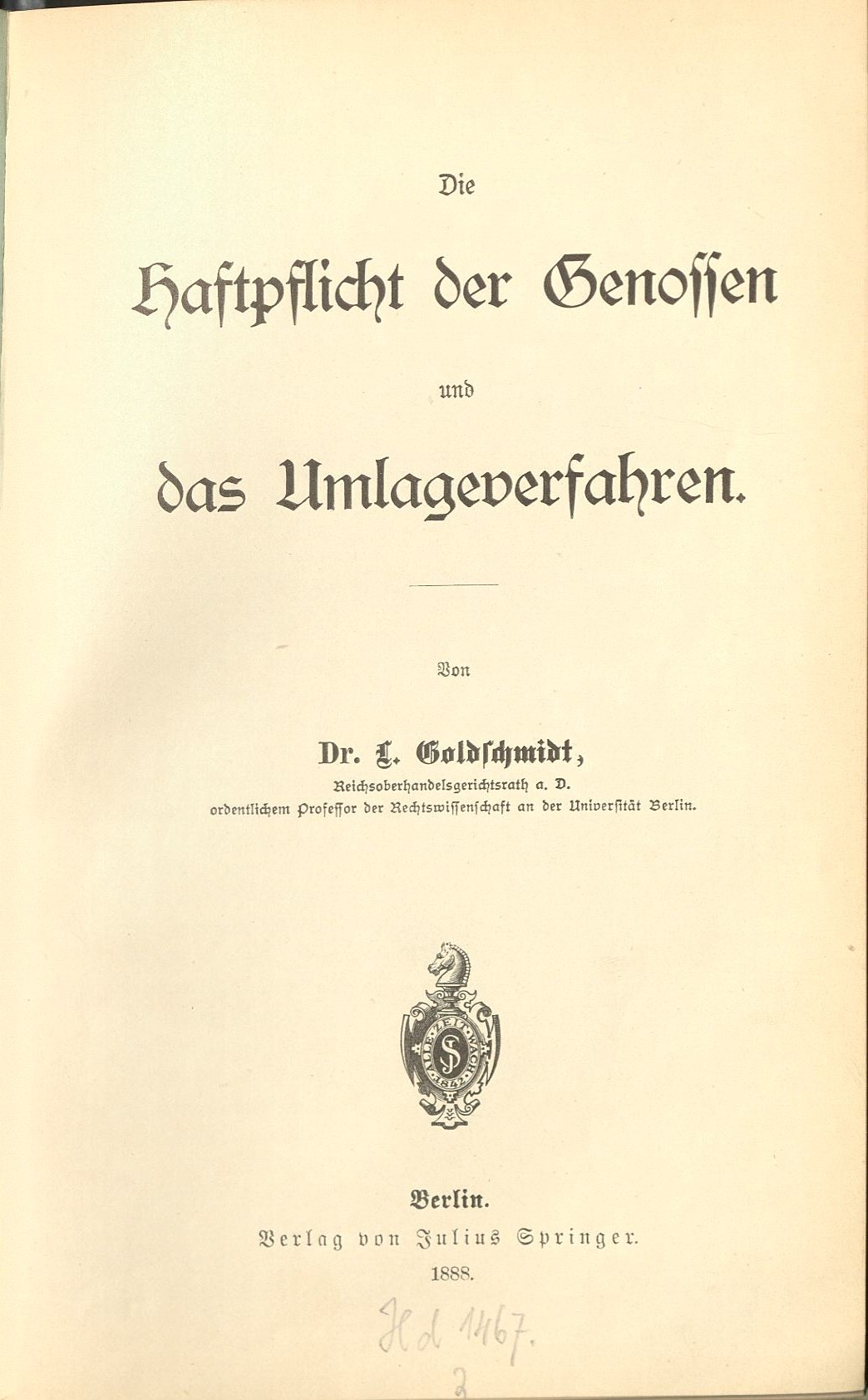
Haftpflicht der Genossen (1888)

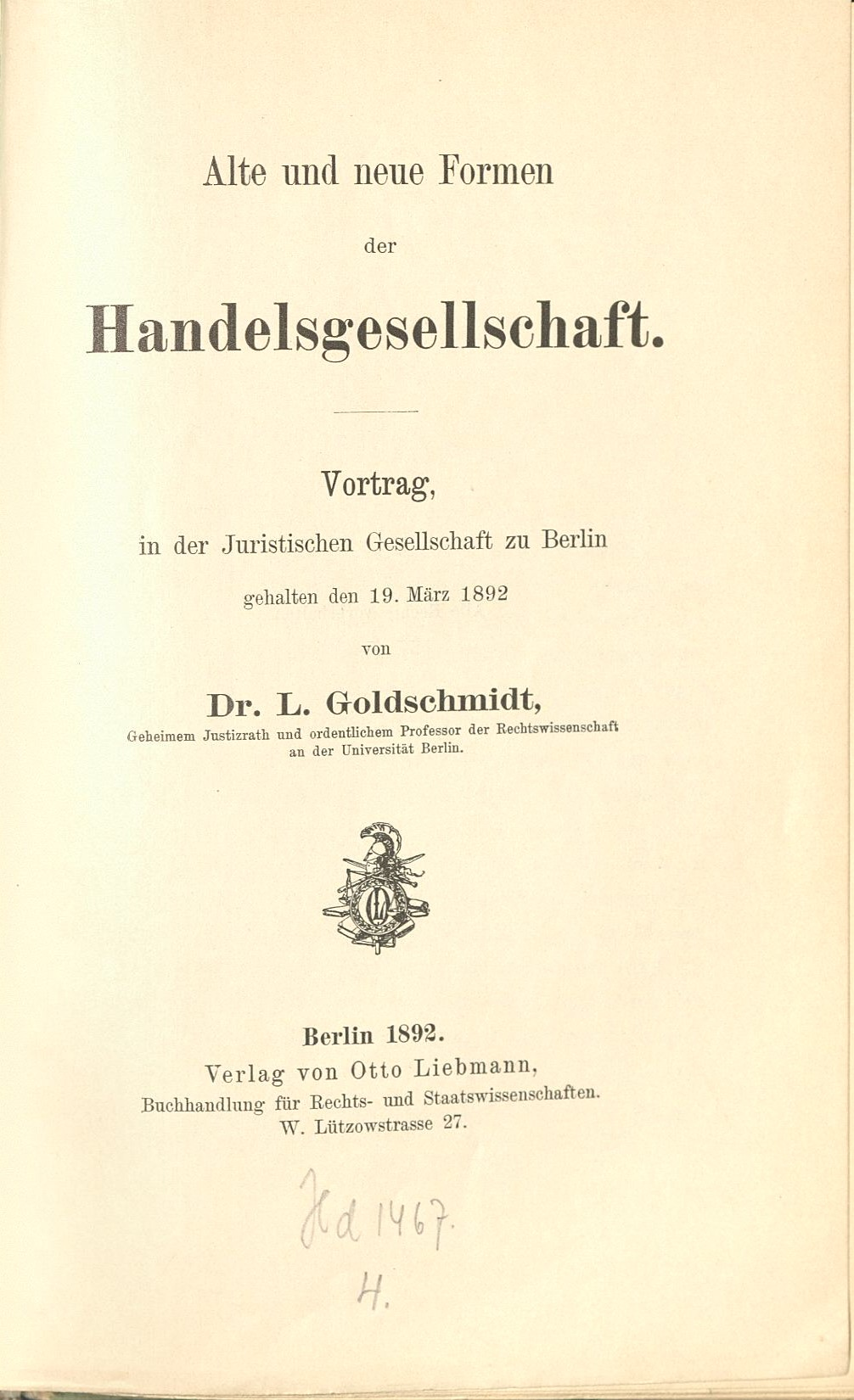
Formen der Handelsgesellschaft (1892)

Außer vielen Abhandlungen in Zeitschriften schrieb er noch:
- De societate en Commandite Specimen I, Gebauer, Halle 1851.
- Kritik des Entwurfs eines Handelsgesetzbuchs für die Preußischen Staaten. Ein Beitrag zur Revision der Grundlehren des Handelsrechts. Von Dr. L. Goldschmidt, Dozenten der Rechte in Heidelberg
  - Erste Abtheilung
  - Zweite Abtheilung, Separatabdruck aus der Kritischen Zeitschrift für die gesammte Rechtswissenschaft, Band IV. Heft 4, Heidelberg: Verlag von Bangel und Schmitt (Digitalisat via Google Books)
- Der Lucca-Pistoja-Aktienstreit
  - Der Lucca-Pistoja-Actien-Streit. Handelsrechtliche Erörterungen von Dr. L. Goldschmidt. Frankfurt am Main: J. D. Sauerländers Verlag, 1859.
  - Nachtrag zu den handelsrechtlichen Erörterungen über den Lucca-Pistoja-Actien-Streit. Frankfurt am Main: J. D. Sauerländers Verlag, 1859.
- Die deutsche Hansa. Vortrag zum Besten der deutschen Flotte, gehalten im Museumssaale zu Heidelberg am 28. December 1861 von Dr. L Goldschmidt, Professor der Rechte […] Besonders abgedruckt aus dem neunten Bande der Preußischen Jahrbücher, Berlin: Georg Reimer, 1861 (Digitalisat via Google Books)
- Gutachten über den Entwurf eines Deutschen Handelsgesetzbuches nach den Beschlüssen zweiter Lesung. Dem Großherzogl. Badischen Ministerium der Justiz erstattet. Beilageheft zur Zeitschrift für das gesammte Handelsrecht Band III, Erlangen: Ferdinand Enke, 1860.
- Encyclopädie der Rechtswissenschaft im Grundriss. Heidelberg: Verlag von Bangel und Schmitt, 1862.
- Handbuch des Handelsrechts
  - Band 1, Abtheilung 1 = Handbuch des Handelsrechts. Von L. Goldschmidt. Dritte völlig umgearbeitete Auflage. Erster Band. Geschichtlich-literarische Einleitung und die Grundlehren. Erste Abtheilung: Universalgeschichte des Handelsrechts, Stuttgart: Enke, 1891 (Digitalisat via Internet Archive)
  - Band 1, Abtheilung 2 = Handbuch des Handelsrechts. Von L. Goldschmidt, ordentlichem Professor der Rechte in Heidelberg. Erster Band, zweite Abtheilung, enthaltend die Lehre von der Waare, Erlangen: Enke, 1868 (Digitalisat via Visuallibrary)
- System des Handelsrechts mit Einschluß des Wechsel-, See- und Versicherungsrechts im Grundriss, 2. erg. und durch Einzelausführungen verm. Aufl., Stuttgart : Enke, 1889 (Digitalisat via Internet Archive)
- Vermischte Schriften
  - Band 1
  - Band 2 (archive.org)
- Das dreijährige Studium der Rechts- und Staats-Wissenschaften. Von Dr. L. Goldschmidt, Berlin: G. Reimer, 1878 (Digitalisat via Google Books)[7]
- Rechtsstudium und Prüfungsordnung. Ein Beitrag zur Preußischen und Deutschen Rechtsgeschichte von Dr. L. Goldschmidt, Reichs-Oberhandelsgerichtsrath a. D., ordentl. Professor der Rechtswissenschaft an der Universität Berlin, L. L. D., ordentl. Mitglied des institut de droit international, korrespondierendem Mitglied der société de législation comparée zu Paris, Stuttgart: Ferdinand Enke, 1887 (Digitalisat via Google Books)[7]
- Studien zum Besitzrecht. Sklavenbesitz. Insbesondere: Tradition durch Urkunden. Possessio absentis. Verlust des Sklavenbesitzes. Von Dr. L. Goldschmidt, Geh. Justizrath, Professor der Rechtswissenschaft an der Universität Berlin, Berlin: Julius Springer, 1888 (Digitalisat via Google Books)[7]